# Fossil (Oregon)
Fossil – miasto (city), ośrodek administracyjny hrabstwa Wheeler, w północnej części stanu Oregon, w Stanach Zjednoczonych. W 2010 roku miasto liczyło 473 mieszkańców.
Założycielem miasta był Thomas Benton Hoover, który osiadł tu w latach 70. XIX wieku. Swoją nazwę miejscowość zawdzięcza odkrytym na tym terenie przez Hoovera skamieniałości (ang. fossil). W 1891 roku nastąpiło oficjalne założenie miasta.
Istotną rolę w lokalnej gospodarce odgrywają rolnictwo, przemysł drzewny i turystyka.